# Precinematografia

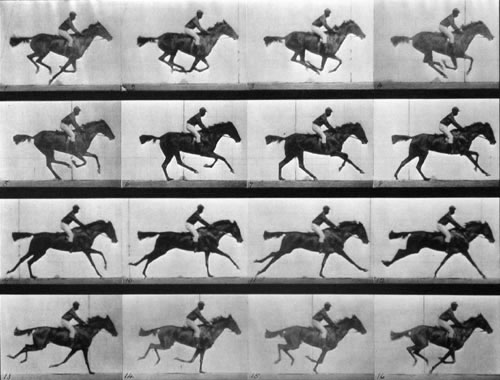
Cavall en moviment de Muybridge.

La precinematografia (també, en apòcope, el precine), és el conjunt d'invents i tecnologies que durant un període han anat conformant els orígens del cinematògraf (la data del qual d'invenció està establerta al desembre de 1895).
Però segles abans del cinematògraf van existir espectacles basats en imatges i fins i tot en imatges de llum amb moviment, intentant aconseguir mostrar al públic la “última meravella de la ciència”. En el capítol més primitiu es troben les ombres xineses i blanques; després van anar apareixent les fantasmagories; el microscopi solar; els quadres dissolvents; el agioscop elèctric; el panorama amb l'intent de la representació total; el diorama que es basa en la representació en dues dimensions d'una figura qualsevol, combinant-se amb canvis de llum; i les diverses caixes òptiques que s'observaven individualment mirant en el seu interior, com el tutilimundi o titirimundi, "mondinovo" o món nou, i els cosmorames, neorames o poliorames.
Aquesta lenta evolució va donar com a resultat el que després es coneixeria com a cinema, el producte final d'aquesta necessitat de l'ésser humà d'expressar-se mitjançant imatges fent ús de les possibilitats i tècniques de cada època, un invent que va seduir a tots els públics i va desplaçar a la resta d'espectacles visuals.

## Breu introducció a la història de la precinematografia

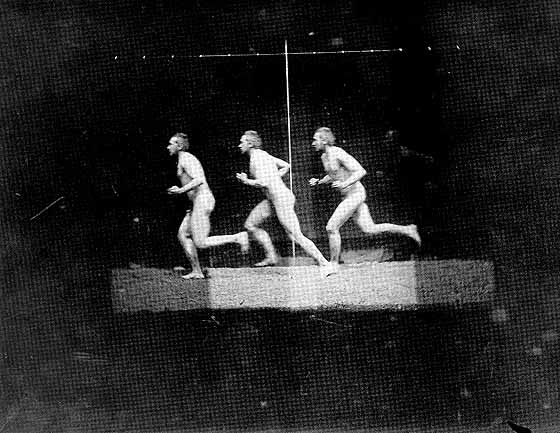
Exemple de cronofotografia.

El cinema va ser producte d'una lenta evolució experimental fins a arribar al «Cinematògraf» (cinématographe) dels germans Lumière. L'objectiu de milers de persones, inventors, fabricadors de joguines o de comerciants va ser entretenir al món mitjançant imatges i va anar a més d'un impuls una necessitat de l'espècie humana d'expressar-se mitjançant imatges utilitzant les tècniques i possibilitats de cada moment. La base del cinema està en el desenvolupament de la ciència i la tècnica, aquest incessant interès per trobar noves sortides va exigir la constant aplicació de la tècnica i de la recerca sobre els nous descobriments.
Un dels primers avanços científics que va portar directament al desenvolupament del cinema van ser les observacions de Peter Mark Roget, que en 1824 va publicar un important treball científic amb el títol de Persistència de la visió. En el que afecta els objectes en moviment, en ell s'establia que l'ull humà reté les imatges durant una fracció de segon després que el subjecte deixa de tenir-les davant. Aquest descobriment va estimular a diversos científics a investigar per demostrar el principi de la persistència de la imatge en la retina. Concretament, es va descobrir que si 16 imatges d'un moviment que transcorre en un segon es fan passar successivament també en un segon, la persistència de la visió les uneix i fa que es vegin com una sola imatge en moviment. Aquesta teoria va ser més tard substituïda pel fenomen phi i ambdues formaran part de la base de la teoria del cinema.
Mentre neix la fotografia i ja en 1852, les fotografies van començar a substituir als dibuixos en els aparells per veure imatges animades. En 1877 el fotògraf Eadweard Muybridge va fer servir una bateria de 24 càmeres per gravar el cicle de moviments del galop d'un cavall.
Posteriorment (la cronofotografia) el cronofotògraf portàtil, una espècie de fusell fotogràfic, movia una única banda que permetia obtenir dotze imatges en una placa giratòria que completava la seva revolució en un segon.
Al 1890 Thomas Edison va construir un laboratori a Nova Jersey, que es va convertir en el primer estudi de cinema del món. El seu ajudant William K. L. Dickson és considerat per alguns com el dissenyador de la primera màquina de cinema, el kinetoscopi, encara que no era pròpiament una màquina per gravar imatges.
Finalment va ser a França en 1895 quan els germans Lumière van arribar al cinematògraf, primer aparell que es pot qualificar autènticament de cinema.

## Dispositius precinematogràfics

### Ombres xineses
El Cinema és literalment la història de les llums i ombres. El precedent més antic són les ombres xineses. Consisteixen bàsicament en la interposició de mans, siluetes o objectes entre una font de llum i una superfície llisa. Les llums i ombres projectades per crear una il·lusió, per un suport opac, o translúcid o transparent és, sens dubte, el pre-cinema.
L'art de les ombres xineses començà amb la dinastia Han, a la Xina, de fa uns dos mil anys. Durant la dinastia Son, es va viure una etapa de gran prosperitat. Segons registres històrics a la capital de la dinastia Són del Nord es veia funcions ofertes per petits grups d'ombres xinesques en molts carrers i carrerons. Posteriorment es van estendre per altres països fins a arribar a Europa. Dins d'aquest apartat calen assenyalar els teatres d'ombres (joguines comercialitzades al segle xix per a un consum particular) i les ombres blanques (sobre un cartró es buiden les parts del dibuix que han d'aparèixer en blanc en la pantalla).

### Llanterna màgica

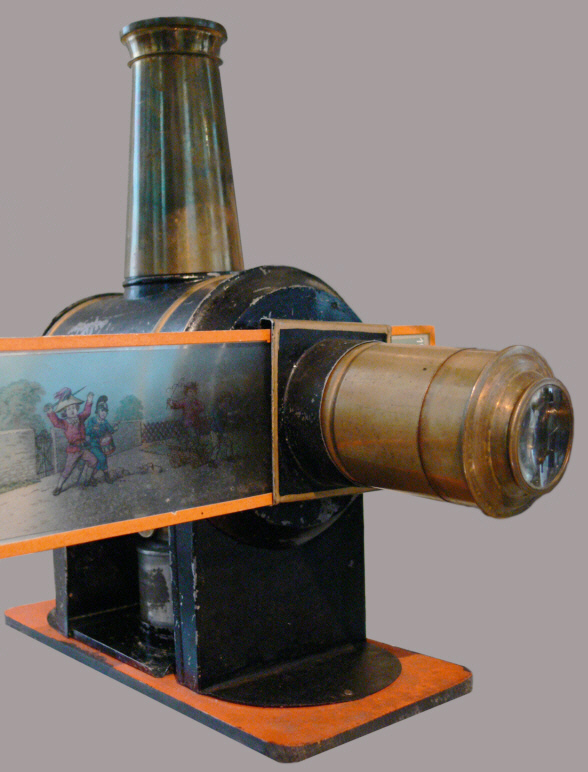
Llanterna màgica.

Es pot dir que la llanterna màgica va ser l'artilugi més popular, difós i durador de comunicació audiovisual anterior al cinema. El jesuïta alemany Atanasius Kircher (1602-1680), al segle xvii, basant-se en el disseny de la cambra obscura, la qual rebia imatges de l'exterior fent-les visibles a l'interior de la mateixa, va invertir aquest procés, portant les imatges de dins a fora. La llanterna màgica oferia imatges d'altres països, monuments, paisatges urbans, i al segle xviii convertint-se també en un instrument de difusió/conscienciació política.
Inicialment era molt precària, les millores van augmentar la qualitat de la imatge, la regulació i potenciació de la llum, la millora de les lents, la possibilitat d'encadenar plaques simultàniament, la projecció d'opacs, els diferents sistemes de mecanització de les plaques de vidre per donar moviment a les imatges, etc.
La llanterna màgica a l'última cambra del segle xix possibilita la projecció de fotografies, desplaçant a les plaques de vidre pintades a mà.

### Fantasmagoria
Una variant de l'espectacle de llanterna màgica va ser la fantasmagoria. Consistia en les projeccions de fantasmes diables que buscaven provocar por en l'espectador. És a Etien-Gaspar Robert conegut com a Robertson a qui se li atribueix la creació de la fantasmagoria.

### Caixes òptiques
Es tracta d'imatges que s'observaven individualment mirant en el seu interior (titirimundi, cosmorama, neorama o poliorama). Els elements òptics fonamentals, coneguts com a zoograscopi (compostos d'una gran lent d'augment, lupa, sostinguda verticalment per un peu de taula, darrere de la qual hi ha un mirall a 45° on el gravat col·locat sobre la taula queda reflectit. En mirar la imatge a través de la lent l'augment produeix un efecte en relleu, en comprovar que ficats en una cabina amb uns visors feia que la imatge fora més espectacular, es va convertir en una caixa òptica o món nou dins de la qual es poden agrupar artilugis com els cosmorames, diorames i panorames.

### Cosmorames
El cosmorama era una atracció popular itinerant, encara que també existien alguns muntats en locals estables. Es va expandir ja en l'època romàntica. Imatges de paisatges, ciutats, monuments o escenografies fantàstiques, batalles... Petits olis o aquarel·les que s'exposaven a una certa distància vistes través de cristalls o visors que deformaven lleugerament la visió. El fet de forçar la perspectiva caracteritzava també les imatges paisatgístiques dels cosmorames. Es diu que va ser inventat a París en 1808 per l'abat Gazzera. Després sorgirien efectes dioràmics sobre una imatge translúcida que en canviar-li la il·luminació davantera per la posterior varia l'escena, generalment del dia a la nit, ja que està pintada i encunyada per davant i per darrere. Els Neorames (imatges d'esglésies) Poliorames (vistes urbanes) o Panorames.

### Panorama

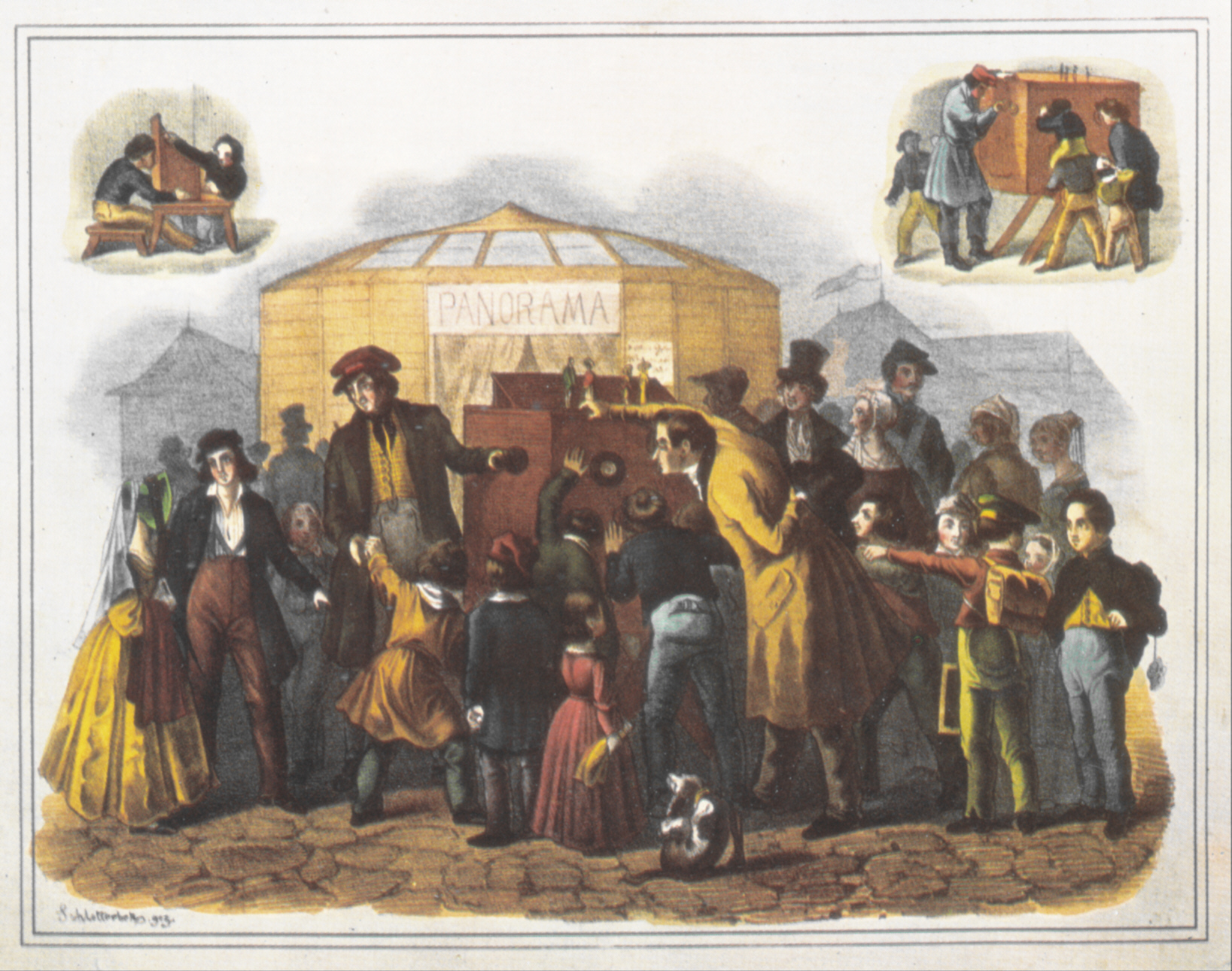
Model mecànic d'un Panorama ambulant en l'Europa central d'intervingut el, segons una litografia de F. Schlotterbeck i Karl Thienemann.

La paraula panorama prové del grec pan (tot) i horama (vista). Com a invent s'atribueix a Robert Barker cap a finals del segle xviii, un irlandès resident a Edimburg, que va exhibir una vista de la ciutat pintada en paper sobre un cercle de llenç de vuit metres de diàmetre. Aquest primitiu panorama consistia en una tela de mesures gegantesques en un local estable en la qual havia pintada una vista panoràmica que disposada de forma circular i il·luminada des del sostre, era vista pels espectadors situats al centre del cercle quedant aquests imbuïts en la imatge. Se li ha considerat el primer mitjà visual de masses de la història.
La primera denominació que se li va donar va ser la nature à coup d´oeil (la naturalesa a primera vista). La denominació panorama apareix per primera vegada en 1792 en un anunci de The Times. Molt poc després, es creaven a París simultàniament dos panorames: Una vista de París des de la teulada de les Teuleries i L'evacuació de Toulon pels anglesos en 1793. El primer panorama que es va muntar a Espanya va ser a Cadis en 1845. Cap a 1800 el terme Panorama ja s'havia introduït en totes la llengües europees. En 1881 el Diccionary of BuildingTems ho va definir com: 
Un edifici en ell s'exhibeix una pintura denominada panorama, pintada sobre la paret d'una rotonda, coberta per una cúpula o per una teulada en forma de con. Aquestes pintures són fidels reproduccions del que es veu des d'un lloc, com quan es mira en totes adreces i tan lluny com l'ull pugui veure. Per aconseguir aquest objectiu l'espectador se situa en una plataforma o galeria circular, que simula una torre, col·locada al centre de la rotonda; la llum deu caure des de dalt sobre el quadre, penetrant per una zona envidrada situada en la part baixa de la teulada. Un para-sol de gran diàmetre, suspès de la bigues, manté l'espectador en la foscor alhora que oculta la font de llum.
Els temes que tractaven eren la visió privilegiada i dominadora de les ciutats, el viatge a altres llocs, la contemplació de grans esdeveniments històrics i militars… Reuneix múltiples aportacions precedents, aconseguint aquesta sensació de realitat: la perfecció de la tècnica de la perspectiva (les pintures al fresc dels sostres i decorats teatrals del barroc), l'exactitud dels gravats topogràfics a l'estil alemany o les precises elaboracions dels pintors vedutistes italians del segle xviii. El Panorama: una manifestació 
artística marginal del segle xix.
Stephan Oettermann ho va definir com: l'expressió pictòrica o la manifestació simbòlica de la visió específicament moderna i burgesa de la naturalesa.

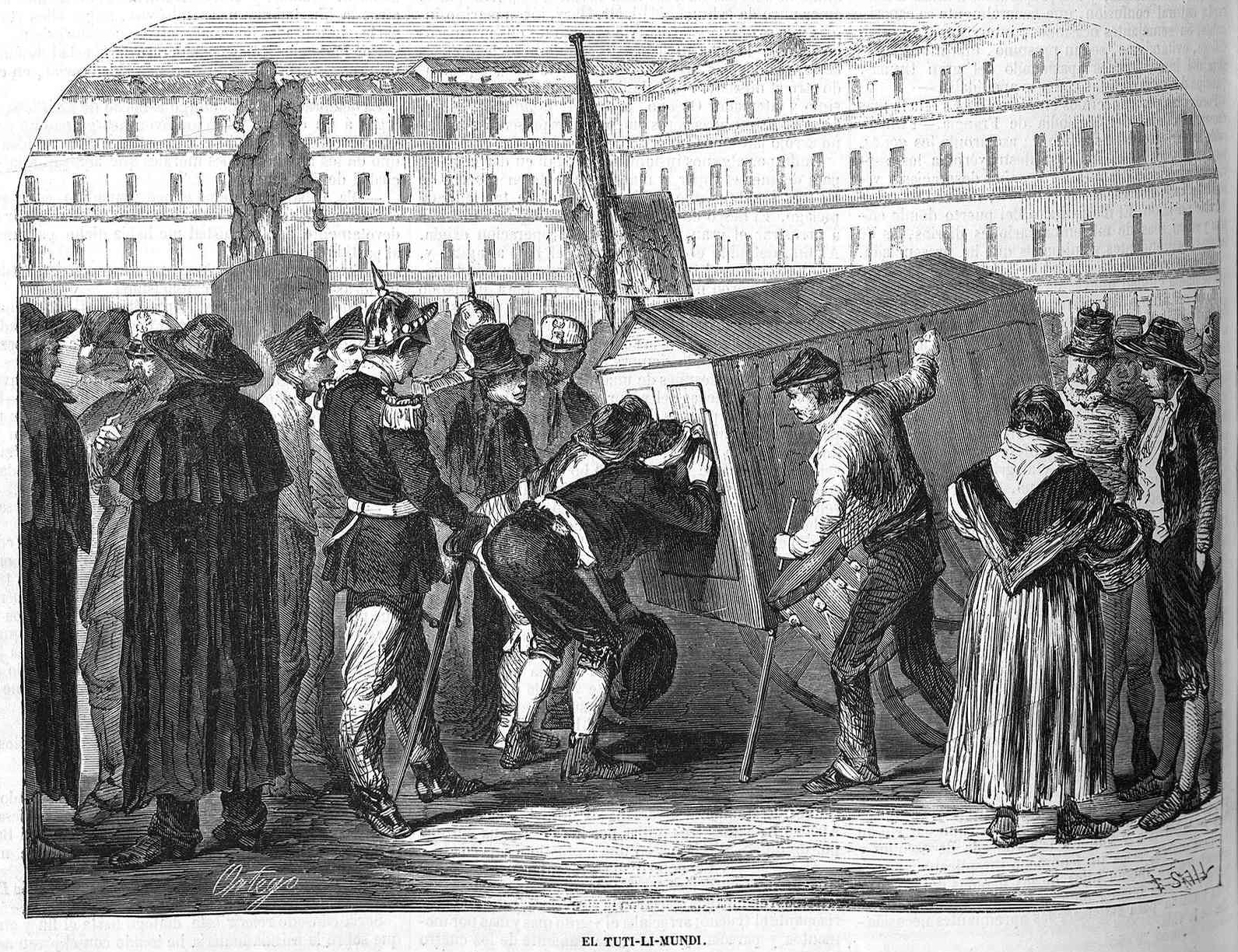
"Tutilimundi" a la Plaça Major de Madrid, segons gravat de Francisco Ortego publicat en la revista espanyola El Museu Universal, el 28 de juliol de 1861.

### Tutilimundi
Els panorames i cosmorames van tenir una versió més popular i senzilla en el Tutilimundi (de l'italià tutti li mondi, i també conegut com a «mundinovi»). Presentat dins d'un gran calaix portàtil en les fires i festejos, aquest espectacle ambulant va evolucionar al llarg del segle xviii partint del recurs òptic de la llanterna màgica, fins als retaules mecànics o enginyoses joguines amb ninots moguts per mecanismes de primitiva rellotgeria.

### Diorama
Diorama prové del grec dio (a través) i horama (vista). Va ser inventada per Louis Daguerre i Charles M. Bouton i va tenir la seva primera presència publica en 1822 a París. En 1839 Daguerre ho descriu en el seu llibre Historique et description des procédés du daguerréotype et du diorama. Consistia en un teló pintat per ambdues cares i il·luminat per davant primer i per darrere després, de tal forma que en un primer moment només es veiés la imatge pintada en l'anvers, però amb el canvi a una il·luminació posterior al quadre es veiés una nova imatge, és a dir, el resultat de la combinació d'ambdues, aconseguint així la transformació temporal d'un paisatge o escena.
Encara que la seva vida va ser més curta que la del panorama va aconseguir superar-ho. Les seves dimensions eren més reduïdes pel que la seva producció i transport era més fàcil i permetia la possibilitat d'exposar més d'una imatge, però la seva exhibició havia de realitzar-se en un local específic amb les condicions tècniques adequades. A diferència del panorama aquest artilugi va aconseguir l'efecte del canvi temporal a través de la llum i el moviment.

### Cosmofotografia
Després, amb l'avanç de la fotografia, com era de suposar, els cosmorames van ser substituïts per la cosmofotografia. És a dir, les imatges pictòriques i litogràfiques van ser substituïdes per les fotogràfiques.

### Kinetoscopi

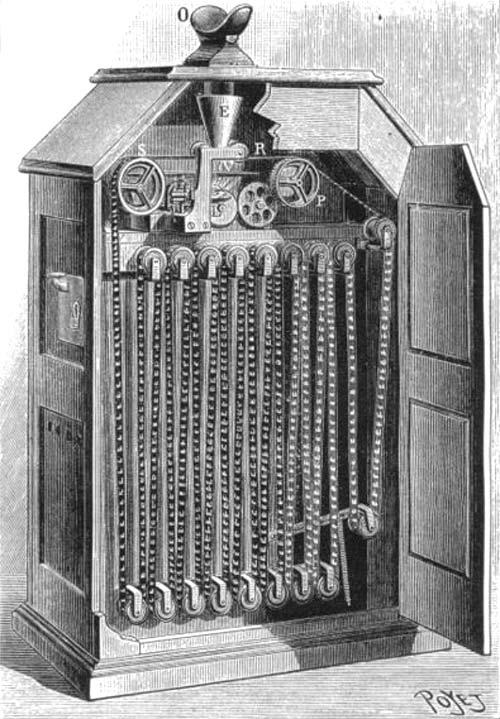
Kinetoscopi.

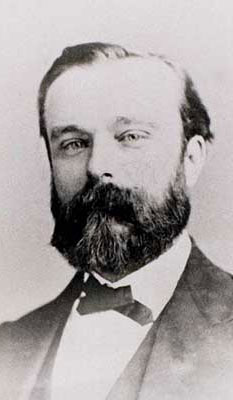
Étienne Jules Marey (1850).

Pel que fa a la contemplació d'imatges per un visor com a espectacle públic l'últim pas serà el kinetoscopi. Va ser Thomas Alva Edison qui va adoptar el cronofotògraf de Marey i amb l'ajuda d'Edison va crear el que vindria a ser un cinematògraf individual. La successió ràpida d'imatges permetia reproduir fidelment la il·lusió del moviment.

### La recerca de la persistència retinal mitjançant dispositius òptics
És important assenyalar que un dels avanços científics que va impulsar l'evolució d'aquest mitjà va ser l'anàlisi de Peter Mark Roget, en 1824 en publicar la recerca científica amb el títol de Persistència de la visió en el que afecta els objectes en moviment. Que establia que l'ull humà reté les imatges durant una fracció de segon després que el subjecte deixa de tenir-les davant. Concretament, es va descobrir que si 16 imatges d'un moviment que transcorre en un segon es fan passar successivament també en un segon, la persistència de la visió les uneix i fa que es vegin com una sola imatge en moviment. Aquest descobriment va estimular a diversos científics a investigar per demostrar el principi, avui discutit, de la persistència de la imatge en la retina.

#### Taumatrop
La recerca es va dur a terme mitjançant diversos artilugis començant pel taumatrop (del grec trauma meravella i tropos acció) Taumatrop.

#### Fenaquistiscopi

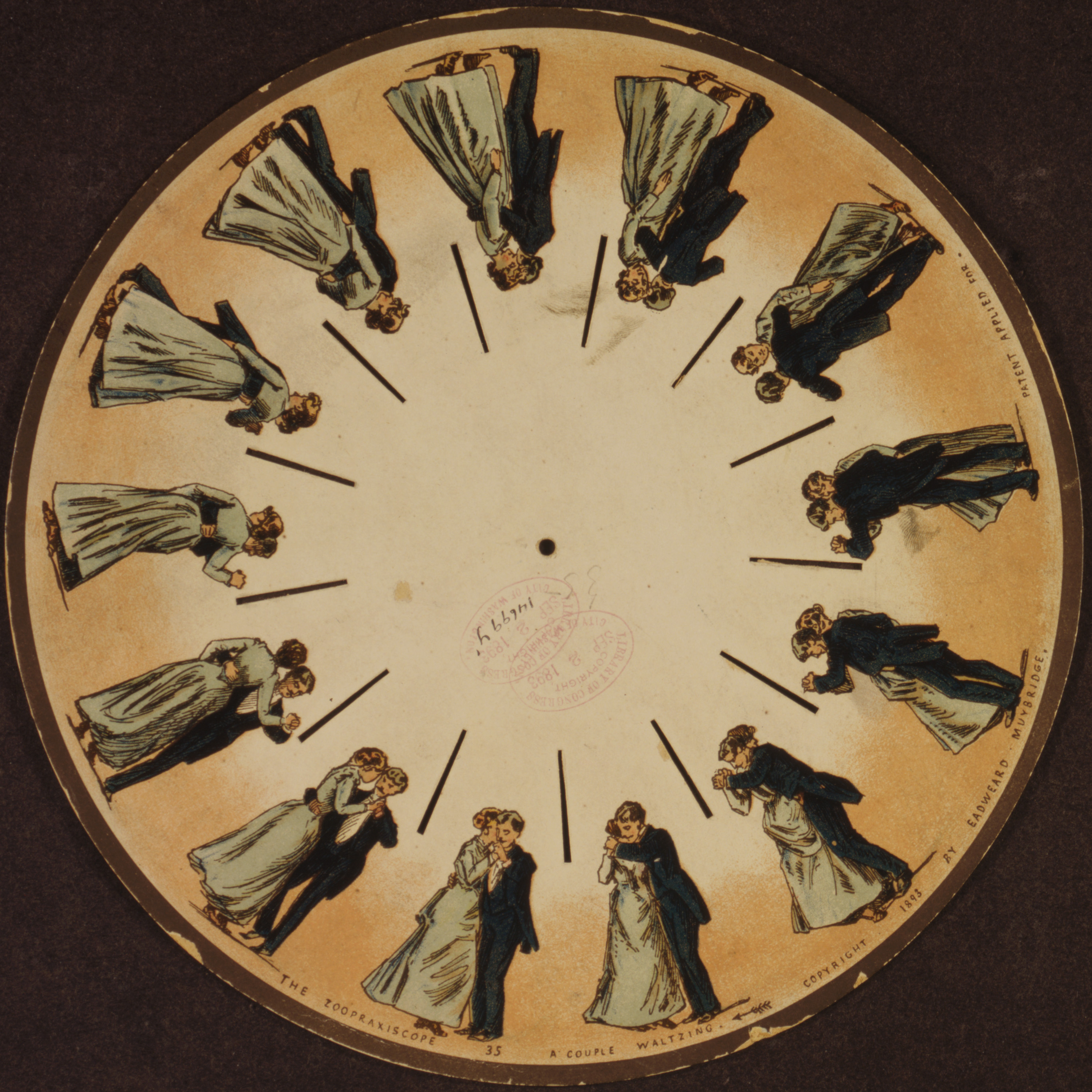
Fenaquistiscopi.

El1783 Plateau construeix l'anomenat fenaquistiscopi (del grec phenakisticos enganyar i scopein mirar).

#### Estroboscopi
Gairebé simultàniament i sense saber-ho, l'austríac Simon Stampfer va construir un artilugi similar al fenaquitiscopi, el qual va anomenar estroboscopi. Una llum d'estroboscopi regulada en el període apropiat pot aparentar congelar el moviment cíclic. És a dir, permet visualitzar un objecte que està girant com si estigués immòbil o girant molt lentament.

#### Zoòtrop

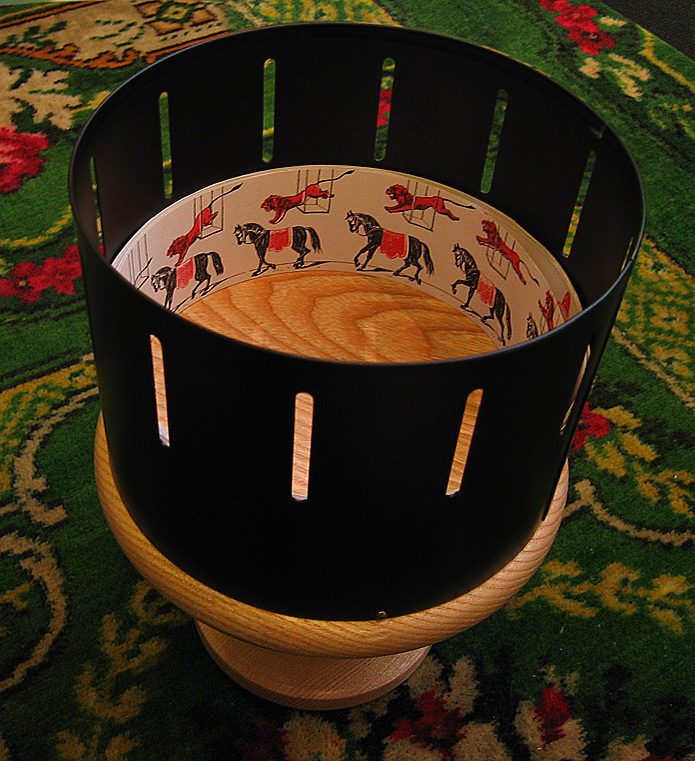
Zoòtrop.

Més endavant en 1834 es va inventar el Zoòtrop, del grec zoe (vida) i trope (girar), també denominat zoetrope o daedelum, per William George Horner. Compost per un tambor circular amb uns talls. L'espectador mira a través dels talls així els dibuixos disposats en tires sobre el tambor, en girar, apareixen en moviment.

#### Praxinoscopi

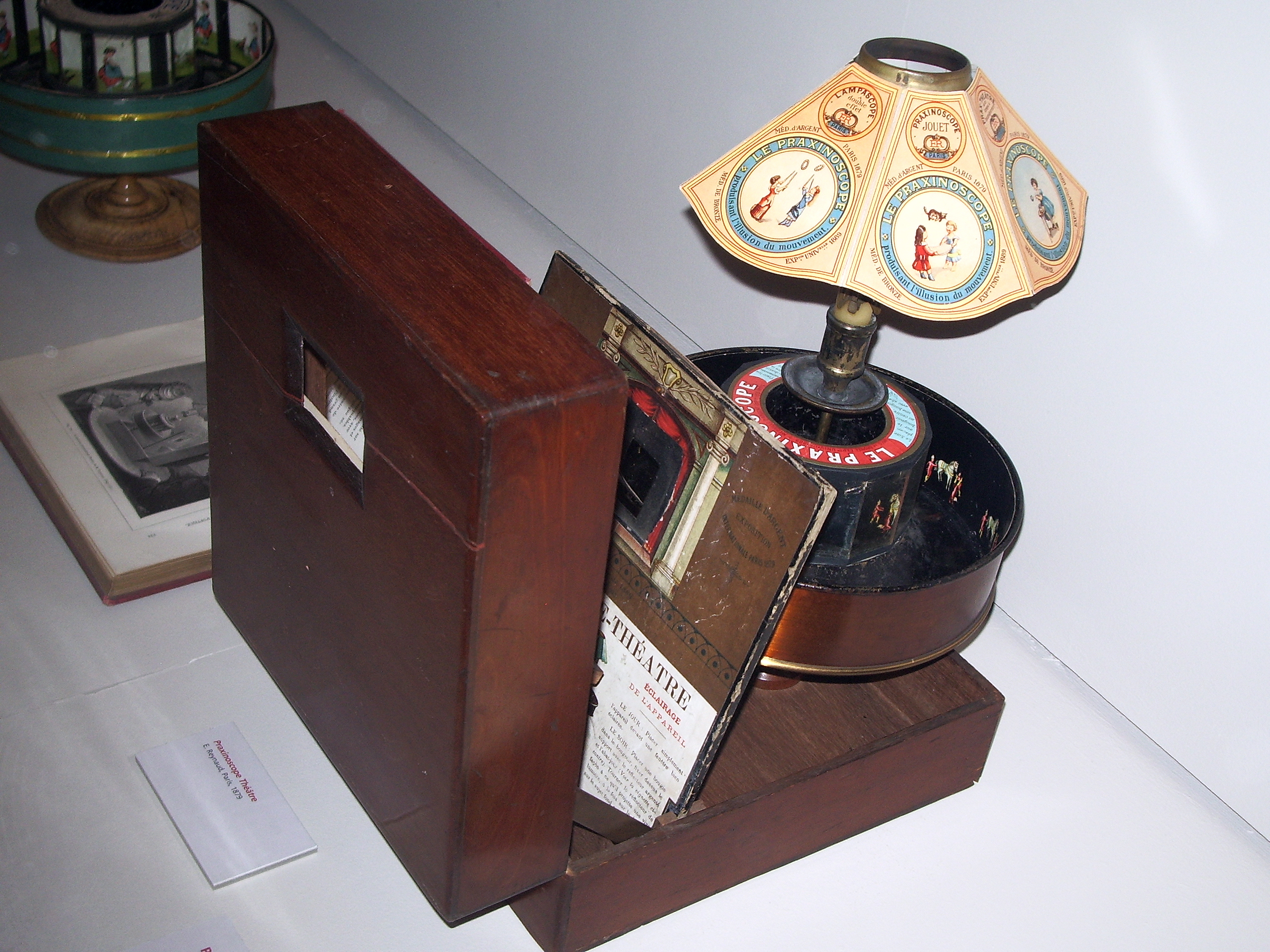
Praxinoscopi.

El praxinoscopi és una joguina similar al zoòtrop inventat per Émile Reynaud el 1877. En aquest cas a diferència de zoòtrop l'espectador mira per sobre del tambor. Dins d'est hi ha una roda interior amb uns miralls en angle, que permeten que unes imatges dibuixades sobre tires de paper situades al voltant es reflecteixin i en girar apareguin en moviment.

### Combinació de projecció, moviment i imatges
És a mitjan s XIX quan es tenen els tres elements bàsics que formaran la tècnica cinematogràfica: la projecció d'imatges (amb la llanterna màgica), la fotografia i la reproducció d'una imatge en moviment. Fins a aquest moment els tres elements havien evolucionat per separat, és en aquest moment va ser quan els científic i inventors van a tractar de combinar-los.

#### Zoopraxiscopi
Muybridge en els seus intents de millorar el seu sistema de presa d'imatges d'un cos en moviment construeix el zoopraxiscopi. Aquest artilugi projectava imatges situades en discos de cristall giratoris en una ràpida successió per fer l'efecte de moviment.

#### Fusell fotogràfic
En 1882 influenciat pels treballs de Muybridge i amb la tècnica del regirar fotogràfic de Janssen, el metge francès Étienne Jules Marey construeix el fusell fotogràfic.

#### Cinematògraf
El cim de tota l'evolució de la precinematografia arriba a la fi del segle xix de la mà dels germans Lumière amb el cinematògraf, artilugi que filmava i projectava imatges en moviment.